# 福武總一郎
福武 總一郎（ふくたけ そういちろう、1945年12月14日 - ）は、日本の実業家、慈善活動家。ベネッセホールディンクス名誉顧問。

## 来歴
進研ゼミで成功した福武書店（現ベネッセコーポレーション、ベネッセホールディングス）創業者・福武哲彦の長男として生まれる。命名の由来は、同郷の実業家大原總一郎。岡山県出身。早稲田大学理工学部卒業。日製産業、日本生産性本部勤務を経て、1973年福武書店に入社。出版業は嫌いで教育にはまったく興味はなかった。
1986年、福武書店社長であった父の急死に際し、東京から岡山の本社へ戻る。代表に就任し、英会話教室のベルリッツを買収、社名を福武書店から「ベネッセ」に変え、上場をし、介護事業にも参入、教育・介護の大手企業に育てた。
帰郷当初は環境の大きな変化に戸惑うが、数か月もしないうちに東京を離れたことの幸せを心底から感じるにいたる。總一郎の目には、歴史もなく自然も存在しない東京は「人間」の欠けた都市と映り始めた。岡山への帰郷は、その数年後に社名を「ベネッセ」（「よく生きる」の意味）に変更するほどに、總一郎に大きな影響を与えた。
ベネッセコーポレーションの企業メセナとして、1992年建築家安藤忠雄の設計によるベネッセハウス・ミュージアムを開設した。2003年にはソニー出身の森本昌義を代表に招き、ベネッセの経営から徐々に退くことを考え、自身の関心は直島の事業や電気自動車に移っていった。
2004年、個人資産を寄贈して直島福武美術館財団（現：公益財団法人 福武財団）を設立し、同年地中美術館、2010年に李禹煥美術館を開館。これら「ベネッセアートサイト直島」の活動により、直島は「現代美術の聖地」と国内外から評価され、2010年の瀬戸内国際芸術祭開催につながった。2012年10月既存4公益財団法人を、美術館運営と文化・芸術による地域振興助成の「福武財団」と、岡山県の教育文化振興助成の「福武教育文化振興財団」に整理統合し理事長に就任。財団の基本財産となるベネッセホールディングス株式約600万株、及び現金・作品・資産等250億円を超える寄付を福武家は行っている。
2008年には個人で東京大学に16億5千万円を寄付し、本郷キャンパスに「情報学環・福武ホール」が建設されている。なお、東大文学部社会学科の看板教授といわれた福武直は總一郎の遠縁に当たる。また地球環境の保全と持続可能な社会の実現を目指して、2009年株式会社SIM-Drive（2017年解散）と電気自動車普及協議会の設立に参画し、それぞれ会長に就任した。
2014年6月、原田泳幸に後事を託し、最高顧問に退いた。同年、フォーブスの選ぶアジアの慈善事業家として日本人では3人、楽天の三木谷浩史及びVPLの花沢菊香とともに選ばれる。
2016年10月　名誉顧問就任。
2017年、個人資産を寄贈し、国際公益学院（CGPI:CHINA GLOBAL PHILANTHROPY INSTITUTE)に福武芸術慈善センターが設立された。
福武芸術慈善センターが最初に手がける、中国過疎の農村である山東省桃花島での「アートによる地域再生桃花島プロジェクト」に主席顧問として関わり 、「直島メソッド」と呼ばれる現代アートによる地域再生活動の中国展開を図っている。2024年、現代アートを活用した地域再生への貢献が評価され、山東省 淄博市 沂源県より、「農村振興大使」の称号が授与された。
2025年にベネッセが創業70周年を迎えるにあたり、企業理念である「Benesse＝よく生きる」に立ち返り、宇宙を通じて人類が生きている奇跡を実感できる場として、プラネタリウム「ベネッセスタードーム」のリニューアルが実施された。リニューアルの発案は、同社名誉顧問である福武によるもので、彼が手掛けた「ベネッセアートサイト直島」と同様に、宇宙空間の没入体験を通じて「よく生きる」を考える機会を提供することを目的としている。  
また、リニューアル記念新番組「COSMIC CRUISE 大宇宙と私たち」の制作において、総合プロデューサーを務めた。
現在はニュージーランドに在住。

## 主な出来事・役職
- 1974年 株式会社福武書店 東京支社長
- 1976年 常務取締役
- 1980年 専務取締役
- 1985年 取締役副社長
- 1986年 父の急死により代表取締役社長に就任
- 1989年 直島国際キャンプ場をオープンさせる
- 1992年 直島にベネッセハウスを開設
- 1995年 社名を株式会社ベネッセコーポレーションに改称
- 1998年 直島に家プロジェクト開始
- 2003年 代表取締役会長
- 2004年 地中美術館を開館
- 2009年 持ち株会社制度導入時に代表取締役を離れ、株式会社ベネッセホールディングス取締役会長となる
- 2010年 直島に李禹煥美術館、豊島に豊島美術館を開館
- 2010年 「瀬戸内国際芸術祭2010」総合プロデューサー
- 2012年 4つの福武関連財団を再編成し、公益財団法人福武財団及び公益財団法人福武教育文化振興財団の理事長に就任
- 2013年 「瀬戸内国際芸術祭2013」総合プロデューサー
- 2014年 最高顧問
- 2016年 「瀬戸内国際芸術祭2016」総合プロデューサー
- 2016年 名誉顧問

### 受賞履歴
- 1991年「財界」経営者賞
- 1995年 毎日経済人賞
- 1996年 日経ベンチャーオブザイヤー大賞受賞
- 2000年 岩切章太郎賞
- 2003年 岡山県文化賞
- 2004年 直島名誉町民称号
- 2006年 香川県文化功労者
- 2008年 芸術選奨文部科学大臣賞受賞
- 2010年 日本建築学会文化賞
- 2010年 第2回観光庁長官表彰
- 2012年 モンブラン国際文化賞受賞
- 2013年 地域文化功労者文部科学大臣賞受賞
- 2024年 山東省 淄博市 沂源県より「農村振興大使」の称号授与

### 事業はメッセージ
1986年代表取締役となり第2次CIを導入。企業の方向を「人を軸」とする定め、福武書店から｢ベネッセ（bene=よく＋esse=生きるというラテン語からの造語）｣という社名に変更。人々の「良く生きる」を支援する為の「メッセージ」をブレークダウンしたものが商品であると説く。
ベネッセの主要なメッセージを挙げると
- 「自分や家族がしてもらいたいサービスを提供する」
- 「赤ちゃんからお年寄りまで向上意欲を支援する」
- 「年をとればとるほど幸せになるサービスを提供する」
- 「ベネッセを世界一ファンやシンパの多い会社にする」

一方、財団活動は「経済は文化の僕（しもべ）である」という考えがベースになっている。その言葉には、戦後の日本が経済優先、東京一極集中の社会となり、地方の生活や文化が次々に破壊されたことに対する憤りがある。創造と破壊を繰り返し「在るものを壊し、ないものを作る」現代文明から、「在るものを活かし、ないものを創る」をメッセージとする21世紀の新しい文明観を提唱する。高齢化と過疎化が進む瀬戸内海の島々の、芸術・文化による地域再生への活動はそれを体現化したものである。福武總一郎は「いいコミュニティに住むことで人は幸せになれる」という。「直島のお年寄りたちが、現代美術に馴染み、島を訪れる若い人々と笑顔で接してどんどん元気になっているのをみて、幸せなコミュニティとは『人生の達人であるお年寄りの笑顔があふれているところ』と断言する。この直島での実績が周辺の島々に拡大する。2010年、香川県とともに自らは総合プロデューサーとして備讃瀬戸の7つの島を舞台に「瀬戸内国際芸術祭2010」を開催、国内外からの訪問者は94万人にのぼった。2013年「瀬戸内国際芸術祭2013」も総合プロデューサーを務め、前回に5島を加えた全12島と二つの港を舞台に、春、夏、秋の３期（合計108日間）開催、107万人の来場者があった。来訪者、ボランティア（こえび隊）、アーティスト、島の人々が様々に交流する世界でも類を見ない新しいスタイルの芸術祭であると評価されている。2016年「瀬戸内国際芸術祭2016」（来場者104万人）開催。2017年世界的な旅行ガイドブックである、「LONELY PLANET’S BEST OF JAPAN TOP SIGHTS AUTHENTIC EXPERIENCES」内のPLAN YOUR TRIP JAPAN’S TOP12で直島が東京、京都などともに６番目で紹介されるなど、直島での活動は世界から注目を集める。

## 親族
- ベネッセホールディングス取締役 福武英明 - 養子[16]
- 福武教育文化振興財団理事長 松浦俊明 - 甥[17]